# Kostel Navštívení Panny Marie (Povrly)
Římskokatolický obecní, filiální kostel Navštívení Panny Marie v Povrlech je sakrální stavba stojící na křižovatce Ústecké a Lužecké ulice, na pravém břehu Lužeckého potoka v centru obce.

## Historie
V roce 1808 byla v místě dnešního kostela postavena poměrně velká pozdně barokní podélná kaple zasvěcená Navštívení Panny Marie. Od konce 19. století, kdy došlo k místnímu rozvoji průmyslu a v Povrlech fungovala Bondyho měďárna, kaple svou kapacitou přestala postačovat místním návštěvníkům. Navíc její poloha začala překážet rostoucímu silničnímu provozu, kdy začala zasahovat svou jihovýchodní částí do průjezdné silnice Ústí nad Labem – Děčín. Od roku 1909 se obec začala opakovaně obracet na litoměřické biskupství s žádostmi o stavbu kostela. Pro stavbu kostela byl 27. listopadu 1935 ustaven kostelní spolek. Následně byla zbořena kaple a podle projektu teplických architektů Josefa Reihsiga a Paula Krische začala 15. června 1936 stavba nového kostela. Základní kámen byl položen 5. července 1936 za hojné účasti obyvatel obce i okolí a farářů sousedních obcí Roztoky a Český Bukov. Hrubou stavbu provedla do vztyčení střešní máje 3. srpna 1936 ústecká firma Maier und Hollmann. Následně byla osazována střešní konstrukce podle návrhu Ing. Selingera z pražské Štěpánčiny akademie. Stavbu vedl G. Kneisel, polírem byl H. Wanzel. Na stavbě pracovalo denně 8–14 místních zaměstnanců. Celkové náklady činily 180 tisíc korun. Náklady na kostela a jeho vybavení významně zasponzorovala místní měďárna i obyvatelé obce. Kostel byl vysvěcen za necelý rok po vzniku kostelního spolku a přesně pět měsíců od začátku stavby dne 15. listopadu 1936 litoměřickým biskupem Antone Aloisem Weberem. V 90. letech 20. století proběhla oprava fasády kostela. Kostel je i ve 21. století v majetku obce a jako jeden z mála katolických kostelů v České republice má i vlastní číslo popisné.

## Architektura
Stavba je kruhového půdorysu s hranolovou věží se zvonem. Kostel zvýrazňuje křižovatku dvou hlavních komunikací v obci. Na vrcholu věže je nerezový kříž vyrobený firmou Poldi Kladno a vitráže pocházejí z dílny Franze Tschörnera z České Kamenice.

## Zařízení
Část vnitřního zařízení byla přenesena z původní kaple. Jednalo se o zvony, barokní oltář, varhany, sochy sv. Jana a sv. Barbory. Další zařízení je z období výstavby kostela a bylo v této době pořízeno tehdy za 15 tisíc korun.